# كاسكادي
الكاسكادي أو البيتانجوس (الإسم العلمي:Pitangus)، هو طائرٌ مائي من فصيلة عصافير الملك من رتبة الطيور الجاثمة، يألف العيش في الغابات الواقعة في الأمريكيتين من تكساس وحتى الأرجنتين، وهو طائر عدواني للغاية لا يمسك الطائر الكاسكادي الحشرات فقط بل السحالي الصغيرة أيضاً، وفي بعض الأحيان يصطاد الأسماك الصغيرة. كما أنه يبني أعشاشاً ذات أشكال متنوعة. ويعتمد ذلك على نوع الطائر. وقد يضع عشه على الأشجار أو على الصخور أو في التجاويف على الأرض، تضع الأنثى بيضتين أو ست بيضات، وتحضنها لمدة تتراوح بين 12 و 21 يوماً، يبقى الفراخ بعد ذلك في العش لمدة تتراوح بين 14 و 28 يوماً. لهذا الطائر ريش بني مائل إلى اللون الأحمر. وله رأس أسود، وخطوط بيضاء فوق العينين، أما الأجزاء السفلى فهي بلون أصفر براق. وصفه ويليام سوانسون في 1827.

## الأنواع
لجنس الكاسكادي نوعين :
- الكاسكادي العظيم
- الكاسكادي الصغير